# De vuurpaarden
De vuurpaarden (Oekraïens: Тіні забутих предків, Tini zaboetych predkiv) is een film van de Sovjet-Russische regisseur Sergej Paradzjanov. Het is de eerste film waarmee Paradzjanov internationale erkenning verkreeg. De film werd verboden door de Sovjet-Unie, omdat hij tegen de wettelijk voorgeschreven regels van het socialistische realisme inging. Paradzjanov werd verschillende jaren in de gevangenis opgesloten vanwege deze film.

## Verhaal
In een klein Hoetsoelendorp in de Karpaten wordt de jonge Ivan verliefd op Maritsjka, de dochter van de man die zijn vader vermoordde. Tussen de families van Ivan en Maritsjka bestaat een jarenlange vete. Ivan wil met Maritsjka trouwen. Hij verlaat daarom het dorp om werk te vinden. Tijdens zijn afwezigheid verdrinkt Maritsjka in een rivier. Ivan werkt niettemin verder, totdat hij bij zijn werk Palagna leert kennen. Zij trouwen volgens de traditie der Hoetsoelen, maar het huwelijk mislukt spoedig, omdat Ivan nog altijd verteerd wordt door zijn herinneringen aan Maritsjka. Als de emotioneel afstandelijke Ivan ook nog hallucinaties krijgt, probeert Palagna, die graag kinderen wil, zijn aandacht terug te winnen met tovenarij. Palagna raakt echter zelf in de ban van de tovenaar. Wanneer Ivan in een herberg ziet hoe de tovenaar Palagna omarmt, wordt hij razend en valt de tovenaar aan met een bijl. De tovenaar trekt daarop zijn eigen bijl en verwondt Ivan, die vervolgens naar een nabijgelegen woud vlucht. In het woud hallucineert Ivan alweer. Hij ziet de geest van Maritsjka tussen de bomen en in de weerspiegeling van het water. Wanneer Maritsjka's geest hem de hand reikt, slaakt Ivan een kreet en sterft. De film eindigt met de begrafenis van Ivan.

## Rolverdeling
| Acteur               | Personage |
| -------------------- | --------- |
| Larisa Kadotsjnikova | Maritsjka |
| Ivan Mikolajtsjoek   | Ivan      |
| Nikolaj Grinko       | Vatag     |
| Spartak Bagasjvili   | Joerko    |
| Tatjana Bestajeva    | Palagna   |